# Бирчицы
Бирчицы (укр. Бірчиці) — село в Новокалиновской городской общине Самборского района Львовской области Украины.
Население по переписи 2001 года составляло 246 человек. Занимает площадь 5,85 км². Почтовый индекс — 81425. Телефонный код — 3236.